# Коулз, Брайони
Брайони Коулз (англ. Bryony Coles) — британский археолог. Специализируется в археологии болотистых местностей послеледникового периода, что включает древнюю климатологию, палеогеографию, изучение древних ареалов животных и людей и их миграций, и т. д.
Важнейшим достижением Б. Коулз является теория Доггерленда — доисторического массива суши, существовавшего до конца мезолита на территории, ныне покрытой морем, от банки Доггер до Па-де-Кале. В настоящее время существование Доггерленда признано большинством археологов, а его исчезновение связывают с гигантским оползнем, известным как Стурегга.
Джон и Брайони Коулз учредили Стипендию Коулз, предназначенную для спонсирования участия студентов — членов Доисторического общества (Великобритания) — в раскопках доисторических памятников.